# Emma Orczy

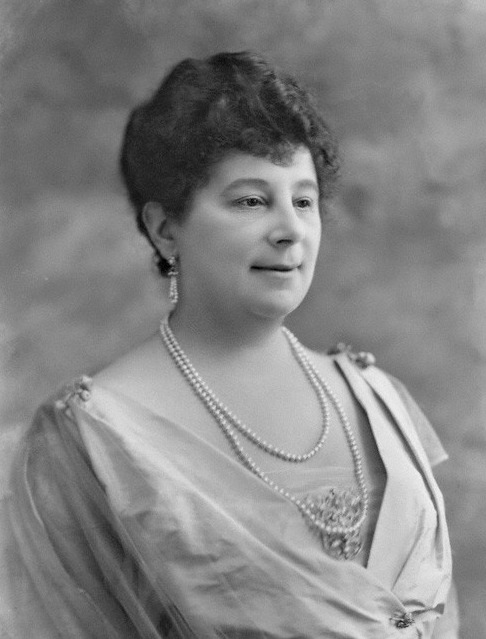
Emma Orczy

Emma Magdalena Rozália Mária Jozefa Borbála (Emmuska) Orczy de Orczi, ook wel Barones Orczy of Barones d'Orczy (Tarnaörs, 23 september 1865 - Henley-on-Thames (South Oxfordshire), 12 november 1947) was een Hongaars schrijfster.
Emmuska Orcy werd geboren in 1865 in Hongarije. Haar eerste bekend geworden roman, The Scarlet Pimpernel, het verhaal van een Engelsman, die tijdens de Franse Revolutie allerlei mensen van de guillotine redde, werd eerst door alle uitgeverijen in Londen geweigerd. Toen het als toneelstuk met succes werd opgevoerd, kwam er toch een uitgeverij die het wilde publiceren. Het werd een groot succes. Er volgde nog een dozijn boeken over de rode pimpernel, en vele andere boeken. 
Het internationale succes van The Scarlet Pimpernel bracht Orczy en haar man rijkdom en ze leefden in weelde op hun landgoed in Kent, hun mooie huis in Londen en hun riante villa in Monte Carlo. Orczy schreef haar autobiografie onder de titel Links in the Chain of Life.